# Coffeyville
Coffeyville è un comune degli Stati Uniti d'America, situato nello Stato del Kansas, nella contea di Montgomery.

## Storia
Fondata nel 1869, Coffeyville prende inizialmente il nome da James A. Coffey, commerciante dei territori indiani. Nel 1871 era una stazione della ferrovia di Leavenworth, Lawrence e Galveston.
La denominazione ufficiale della città fu sorteggiata a testa o croce tra il colonnello Coffey e il capitano dell'esercito americano Blanton. Coffey vinse il sorteggio e la città fu ufficialmente chiamata Coffeyville.
Coffeyville è anche conosciuta per essere stata luogo dell'ultima rapina della Banda Dalton nel 5 ottobre 1892.
Quattro dei loro componenti furono uccisi nella sparatoria avvenuta durante la rapina alla First National Bank.
Emmet Dalton fu l'unico sopravvissuto con 23 colpi di pistola e trascorse i successivi 14 anni al penitenziario di Lansing, dal quale fu poi rilasciato.
Ogni anno la città fa una celebrazione per commemorare il raid dei Dalton e la morte dei cittadini.
Dopo la scoperta del gas naturale, Coffeyville ebbe un notevole sviluppo dal 1890 al 1910. Fino al 1930 Coffeyville è stata uno dei più importanti luoghi di produzione di vetro e mattoni.
L'industriale Douglas Brown fondò la Coffeyville Multiscope, che si occupava della produzione di componenti del sistema di puntamento Norden e giocò un ruolo fondamentale nella seconda guerra mondiale

## Riferimenti
- Coffeyville è menzionata nella canzone Doolin-Dalton degli Eagles nel loro album del 1973 Desperado

- Coffeyville è luogo d'ambientazione del film When The Daltons Rode del regista George Marshall
- Coffeyville è luogo d'ambientazione del film Jesse James vs. the Daltons del regista William Castle.

- Coffeyville è un luogo del videogioco Call of Juarez:Bound in Blood del 2009, successivamente è presente anche in Call of Juarez:Gunslinger

- Nel film del 2002 Reign of Fire, il personaggio interpretato da Matthew McConaughey fa riferimento a Coffeyville quando spiega come si uccidono i draghi